# Agustín Cáffaro
Agustín Caffaro (Piamonte, 6 febbraio 1995) è un cestista argentino.
È il fratello di Francisco Cáffaro, anch'egli cestista.

## Carriera
Con l'Argentina ha disputato i Campionati mondiali del 2019.